# 人山人海 (电影)
《人山人海》（英語：People Mountain People Sea），是一部2012年蔡尚君执导的中国电影，为第68届威尼斯电影节主竞赛片，由于本片没有通过广电总局的审查，所以它是以香港片的身份参赛的。蔡尚君憑此片奪得威尼斯影展最佳導演獎。
影片根据《南方周末》的一篇新闻报道——贵州六盘水五兄弟在六弟惨遭杀害后，历时一年零四十八天，追遍大半中国将凶手擒拿归案的故事——改编而成。而在电影中，五兄弟被简化成了一个人，即陈建斌饰演的老铁，被喻为中国首部“公路复仇片”。

## 剧情简介
威尼斯电影节原版与大陆上映版本有差别：在原版中，所有井下的矿工都遇难；而在大陆公映版中，老铁不仅奇迹般地没死，杀他弟的凶手还被警察抓到了。
老铁的弟弟被杀了，当地公安找不到杀人凶手，于是老铁决定亲自追凶。在旅途中他遇到了各种各样的人，也碰到了自己的前女友。
经过一番追凶历程之后，他得知凶手去当了矿工，就决定潜伏进煤矿，但那是一个黑煤矿，在那里他找到了杀害弟弟的凶手，也见到煤矿里种种不为人知的苦难和罪恶。
那个凶手因为扬言要炸掉煤矿，被其他人用石头砸伤，在被送去小诊所的时逃出了黑煤矿。失去报仇目标的老铁，想要弄出点事来，救出大家，打断了一个小矿工的手，吞下一只打火机，为的是下矿时搜身不被发现。后引爆了煤矿，只有那个受伤的小矿工因在宿舍养病而躲过一劫。
后来老铁获救，凶手也被警方缉拿归案（这个结局是导演为了公映而补拍的“和谐”版本，导演表示他把这个结局当“反讽”来看）。

## 演员
- 陈建斌 饰 老铁
- 陶虹 饰 老铁的前女友
- 吴秀波 饰 凶手